# 猎蜥属
猎蜥（学名：Acteosaurus）是水生蜥蜴的一个属，生存于晚白垩世。两个物种托氏猎蜥（A. tommasinii）及粗肋猎蜥（A. crassicostatus）分别于1860及1993年描述。尽管粗肋猎蜥可能是苏氏亚德龙的次异名，但托氏猎蜥于2010年被发现与库尼亚蜥、沧龙超科及现代蛇类的一个姐妹群相似。

## 词源
属名第一部分取自为女神阿尔忒弥斯所杀的底比斯英雄阿克泰翁（发音：/ækˈtiːən/），第二部分取自希腊语单词，意为“蜥蜴”或“爬行动物”。模式种命名自植物学家兼哈布斯堡王朝统治下的的里雅斯特执政官或地方法官穆齐奥·托马西尼（1794—1879）。

## 分类

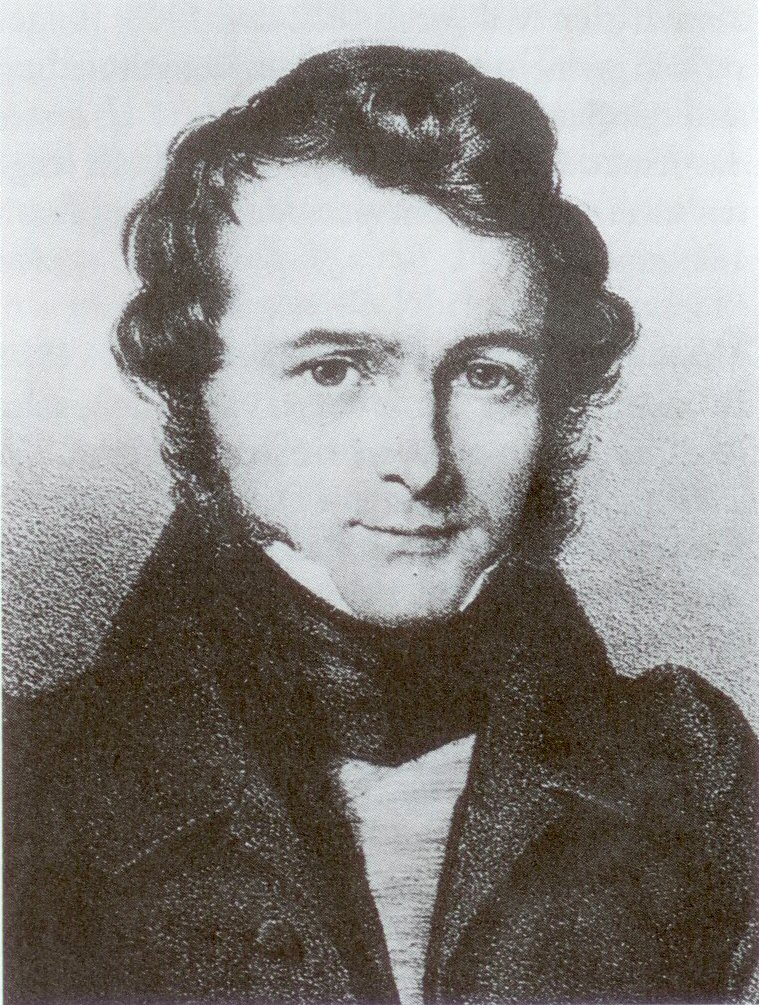
赫尔曼·冯·迈尔（1801—1869）

猎蜥属由德国古生物学家克里斯蒂安·埃里希·赫尔曼·冯·迈尔于1860年描述。现有两个已知物种，分别称为托氏猎蜥（模式种）及粗助猎蜥，后者被怀疑是苏氏亚德龙的次异名。
2010年对模式种的重新描述发现了“蛇形类演化支的单系”。其中包括伸龙科、海蜥、毁蜥及亚德龙。发现猎蜥是最原始的蛇形类（与胀蜥类似）兼蛇亚目或现代蛇类的姐妹群。

## 描述
猎蜥被描述为细长或蛇形的外观，与其它伸龙科类似。其缩短的后肢及长尾有助于区分本属及其它属，其脊柱亦与更多现代鬣蜥科的蜥蜴类似。它是种30 cm（12英寸）长的小型爬行动物。
正模标本发现时头部不幸缺失。因此，迈尔虽无法得出准备数字，但指出猎蜥拥有至少10节颈椎及27节背椎。躯干椎骨生有小型关节突和长而窄的神经棘、尾椎生有位于后腹侧的未融合髓弓。椎骨及肋骨无骨肥厚。四肢尺寸缩水，尽管前肢发育完全，但仍小于后肢。猎蜥骨盆扁平，有方形耻骨突及矩形升支。

## 分布及栖息地

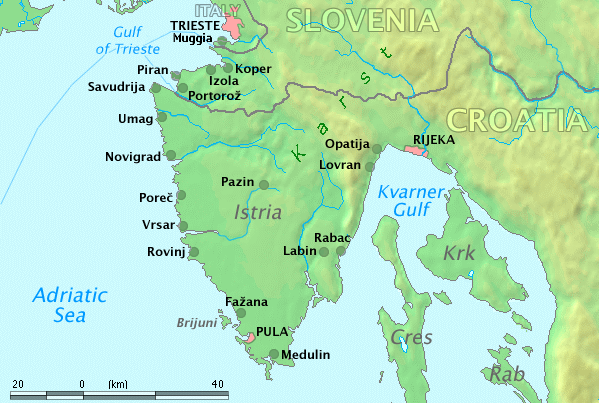
伊斯特拉半岛

托氏猎蜥与粗肋猎蜥均发现于斯洛文尼亚科门的喀斯特地形森诺曼阶板状石灰岩上部。科门位于伊斯特拉半岛——亚得里亚海的一座半上，也是喀斯特高原的一部分。晚白垩世期间，欧洲大部分均为特提斯洋的一个岛链，而猎蜥的水生习性及与沧龙超科的相似性表明其栖息于其中一座岛屿的海岸上。